# سامافيدا
سامافيدا (Samaveda؛ باللغة السنسكريتية सामवेद هو نص من النصوص الهندوسية (فيدا) المقدسة لدى الهندوسية.
تشتق التسمية من كلمة sāman، والتي تعني أغنية، بالتالي يكون نص فيدا هذا نص الأغاني والأهازيج.